# Porpoloma spinulosum
Porpoloma spinulosum är en svampart som först beskrevs av Kühner & Romagn., och fick sitt nu gällande namn av Rolf Singer 1962. Porpoloma spinulosum ingår i släktet Porpoloma och familjen Tricholomataceae.  Artens status i Sverige är: Ej påträffad. Inga underarter finns listade i Catalogue of Life.